# Dimo Kostov (cestista)
Dimo Kostov (in bulgaro Димо Костов?; Burgas, 1º marzo 1962) è un ex cestista bulgaro.

## Carriera
Con la Bulgaria ha disputato i Campionati europei del 1993.